# Hediyala, Nanjangud
Hediyala là một làng thuộc tehsil Nanjangud, huyện Mysore, bang Karnataka, Ấn Độ.